# Опознавательный знак Германских ВВС
Опознавательный знак Федеративной Республики Германия - представляет из себя железный крест чёрного цвета с белым контуром, который оканчивается мелким чёрным контуром, был утверждён в 1956 году и существует по сей день. Имеет большое сходство с образцом 1914 года. Впервые был использован в 1913 году, с появление у Германской империи ВВС, имел форму прямоугольника чёрного цвета, но вскоре его заменяют на железный крест. В 1918 году стал обозначаться прямым чёрным крестом с толстым белым контуром. В 1918 его немного изменяют и получают тонкий чёрный крест с белым контуром на конце. После поражения Германии в первой мировой войне, она не имела права на свои воздушные силы. Но с приходом к власти Гитлера, были созданы первые батальоны люфтваффе, которые летели под обозначением ровного чёрного креста с белым контуром, оканчивающиеся небольшим чёрным контуром со свастикой на киле самолётов. Но в 1945 Гитлеровская Германия перестала существовать, и в 1949 были созданы государства ГДР и ФРГ. В 1959 ГДР утверждает своё обозначение ВВС, которое представляла из себя герб ГДР, в упрощённом стиле. В 1990 году произошло объединение Германии, и уже единая Германия перенимает опознавательный знак ВВС, который описан в самом начале. На киле немецких военных самолетов красуется флаг Германии.

## Опознавательные знаки Германии

1913-1914
1914-1916
10 апреля 1918-15 мая 1918
15 мая 1918-25 июня 1918
1933-1945
1959-1990 (ГДР)
1956-....

## Знаки на киль Германии

1914-1916
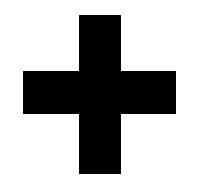
10 апреля 1918-15 мая 1918
15 мая 1918-25 июня 1918
1933-1939
1939-1945
1959-1990 (ГДР)
1956-...